# Barneston (Nebraska)
Barneston je selo u američkoj saveznoj državi Nebraska. Prema popisu stanovništva iz 2010. u njemu je živjelo 116 stanovnika.